# Indigofera bella
Indigofera bella är en ärtväxtart som beskrevs av David Prain. Indigofera bella ingår i släktet indigosläktet, och familjen ärtväxter. Inga underarter finns listade i Catalogue of Life.